# 22782 Кушалнаік
22782 Кушалнаік (22782 Kushalnaik) — астероїд головного поясу, відкритий 15 квітня 1999 року.
Тіссеранів параметр щодо Юпітера — 3,626.